# Anganski jezici
Anganski jezici (angan), jezična skupina koja obuhvaća 13 jezika u Papui Novoj Gvineji. Danas se dijeli na dvije uže podskupine, Angaatiha (danas zvan angaataha), s jednim i istoimenim jezikom, i jezgrovnu podskupinu s 12 jezika u koju je uklopljen i suasumi jezik koji se prije vodio kao poseban jezik unutar anganske skupine. Skupinu predstavljaju, viz.:
angaataha (Angaatiha), Papua Nova Gvineja, provincija Morobe; 2,100 (2003 BTA).
Angan vlastiti (12) Papua Nova Gvineja: 
akoye, provincija Gulf; 800 (1998 SIL)
ankave, provincija Gulf; 1,600 (1987 SIL).
baruya, provincija Eastern Highlands; 6,600 (1990 popis).
hamtai, provincija Gulf; 45,000 (1998 Tom Palmer).
kamasa, provincija Morobe; 7 (2003 SIL).
kawacha, provincija Morobe; 12 (2000 S. Wurm).
menya, provincija Morobe; 20,000 (1998 SIL).
safeyoka, provincija Morobe; 2,390 (1980 popis).
simbari, provincija Eastern Highlands; 3,040 (1990 popis).
tainae, provincija Gulf; 1,000 (1991 SIL).
yagwoia, provincije Morobe i Eastern Highlands; 10,000.
Susuami, provincija Morobe; 10 (2000 S. Wurm).

## Vanjske poveznice
- Ethnologue (14th)
- Ethnologue (15th)